# Брегенштедт
Брегенштедт (нем. Bregenstedt) — деревня и бывшая община в Германии, в земле Саксония-Анхальт. Входит в состав общины Эркслебен района Оре.
Население составляет 300  человек (на 01 декабря 2023 года). Занимает площадь 6,46 км².
Впервые упоминается в 952 году. Ранее Брегенштедт имел статус общины. С 31 декабря 2009 года включён в состав общины Эркслебен.